# 新巴尼亞
新巴尼亞是斯洛伐克的城鎮，位於該國西部赫龍河右岸，由班斯卡-比斯特里察州負責管轄，面積61.25平方公里，海拔高度221米，2005年人口7,334，其中八成居民信奉羅馬天主教。

## 友好城市
- 捷克米蒙

## 外部連結
- Municipal website